# Січеславська вулиця (Київ)
Січесла́вська ву́лиця — вулиця в Солом'янському районі міста Києва, місцевості Солом'янка, Залізнична колонія. Пролягає від вулиці Івана Огієнка до вулиці Георгія Кірпи.

## Історія
Вулиця виникла наприкінці XIX століття під назвою 2-а Лі́нія. У 1955-2022 роках — Ползунова. Наприкінці 1980-х років майже всю стару забудову знесено, тож сама вулиця існує практично номінально.
2022 року перейменовано на Січеславську, на честь однієї з назви м. Дніпра і пропонованої назви для Дніпропетровської області.

## Промислові підприємства
- Приватне акціонерне товариство "Київський електровагоноремонтний завод" (буд. № 2)